# Pacaya
Pacaya je aktivni kompleksni vulkan v Gvatemali, ki je prvič izbruhnil pred približno 23.000 leti in je od španske osvojitve Gvatemale izbruhnil vsaj 23-krat. Dviga se do nadmorske višine 2552 metrov. Potem ko je miroval več kot 70 let, je leta 1961 začel močno bruhati in od takrat izbruhne pogosto. Velik del njegove dejavnosti je strombolski, vendar se občasno pojavljajo tudi plinski izbruhi, ki včasih zasujejo območje bližnjih departmajev s pepelom.
Pacaya je priljubljena turistična atrakcija. Je celo dom priljubljenega gvatemalskega maratona, ki je bil začetnik uporabe tekaške poti čez polje lave, ki ga je ustvaril izbruh leta 2010, in podpira lokalne skupnosti prek tekačev, ki si prizadevajo dokončati izziv. Leži 30 kilometrov jugozahodno od mesta Gvatemala in blizu Antigve. Vulkan leži znotraj departmaja Escuintla. Bordanje se izvaja tudi na kraterjih Pacaye.
Vaščani v bližini Pacaye niso upoštevali prošnje za evakuacijo, ko je vulkan marca 2021 vrgel v zrak pepel.

## Geološka zgodovina
Vulkan Pacaya je del Srednjeameriškega vulkanskega loka, verige vulkanov, ki se razteza od severozahoda proti jugovzhodu vzdolž pacifiške obale Srednje Amerike in je nastala s tektonsko subdukcijo tektonske Kokosove plošče pod Karibsko ploščo. Pacaya leži na južnem robu obsežne vulkanske kaldere, nastale v pleistocenski dobi, ki vsebuje Lago de Amatitlán. Ta kaldera je bila vir najmanj devetih zelo velikih eksplozij v zadnjih 300.000 letih, ki so izbruhnile skupaj približno 70 kubičnih kilometrov magme.
Po zadnjem izbruhu, ki je oblikoval kaldero pred 23.000 leti, je več manjših odprtin znotraj in okoli kaldere opazilo eruptivno aktivnost. Pacaya je največji postkalderski vulkan in je bil v zadnjih 500 letih eden najbolj aktivnih vulkanov v Srednji Ameriki. Od španskega osvajanja je izbruhnil vsaj 23-krat, pri čemer je nastal bazalt in bazaltni andezit.
Pred približno 1100 leti se je zgradba vulkana zrušila, kar je povzročilo ogromen zemeljski plaz. Nanosi zaradi zemeljskega plazu so potovali približno 25 kilometrov od vulkana do pacifiške obalne nižine. Plaz je pustil velik krater, znotraj katerega je zrasel sedanji aktivni stožec. Prisotnost magmatske komore na majhnih globinah pod Pacayo pomeni, da izkrivljanje stožca, ki vodi v nestabilnost in prihodnje zemeljske plazove, ostaja nevarnost za okoliška območja.

## Nedavni izbruhi
Zaradi svoje skoraj neprekinjene dejavnosti je bil vulkan priljubljena turistična lokacija in je zlahka dostopen iz mesta Gvatemala in Antigve. Pacaya in okolica zdaj ležita v narodnem parku Pacaya, ki je bil ustanovljen za nadzor in zaščito turizma v tej regiji. Park Pacaya ustvarja prihodke od turističnih skupin, ki jim za vstop v park zaračunajo majhno pristojbino v višini 100 kvecalov.
Leta 1998 je več eksplozivnih izbruhov izstrelilo lavo, ostanke in stebre pepela v višino od 1500 m do 5000 m. Pepel je prizadel bližnja mesta, vključno z mestom Gvatemala in mednarodnim letališčem La Aurora.
V letu 2006 je rahlo povečanje vulkanske aktivnosti Pacaye povzročilo nastanek več rek lave, ki počasi tečejo po njenem pobočju. Glas o teh pojavih se je razširil in lokalni turizem se je močno povečal.

## Izbruh maja 2010
27. maja 2010 je izbruhnil vulkan Pacaya, ki mu je sledilo več potresov. Približno ob 20. uri je prišlo do močnega izbruha, ki je vrgel ostanke in stebre pepela do 1500 metrov. Pepel je deževal v številnih gvatemalskih mestih severozahodno od vulkana, vključno z mestom Gvatemala. Vulkanski pepel je zasul mesto in mednarodno letališče La Aurora. Nacionalni koordinator za zmanjševanje nesreč (CONRED) je razglasil rdeči alarm za skupnosti v bližini vulkana in nekaterim priporočil evakuacijo. Novinar Noti7 Anibal Archila, eden prvih, ki je poročal o dogodku, naj bi bil ubit zaradi vulkanskih ostankov.
Predsednik Álvaro Colom je razglasil katastrofalno stanje v regiji, ki meji na vulkan, ministrstvo za izobraževanje pa je zaprlo šole v departmajih Gvatemala, Escuintla in Sacatepequez. Obilne padavine zaradi tropske nevihte Agatha so poslabšale izredne razmere in povzročile laharje, zemeljske plazove in obsežne poplave po vsej državi. Vendar pa so ljudje, ki delajo na poljih kave, menili, da je dež, ki ga je prinesla nevihta, koristen, saj je odstranil pepel z njihovih dreves.

## Galerija
- Pacaya
- Tekači na dirki Impact Marathon na Pacayi
- Volcán Pacaya (2005)
- Turisti, ki plezajo na Pacayo (2004)
- Oblak škodljivih plinov (2002)
- Pacaya po strombolijskem izbruhu (1992)
- Strombolski izbruh Pacaya (1992)
- Strombolski izbruh Pacaya (1992)
- Tok lave (2006)